# Noćne životinje
U životinjskom ponašanju, noćne životinje su one koje spavaju i miruju tijekom dana, a bivaju aktivne tijekom noći – suprotnost dnevnom načinu života ljudi i ostalih dnevnih životinja. Prijelazni oblik sumračne aktivnosti (aktivnosti u sumrak ili u zoru) također je česta pojava. Neke su pak vrste aktivne i tijekom dana i tijekom noći. Život tijekom noći može se promatrati kao diferencijacija ekoloških niša, gdje ekološka niša pojedinih vrsta nije razdijeljena raspoloživim izvorima hrane, već samim vremenom, tj. vremenskom podjelom ekološke niše. Isto tako, moguće ga je promatrati i kao oblik kriptike, drugim riječima prilagođavanje radi izbjegavanja ili poboljšanja predatorstva. Postoje i ostali razlozi noćnog načina života, poput izbjegavanja dnevne vrućine. Ovo pravilo posebno vrijedi za pustinje, gdje noćni način života onemogućuje gubljenje dragocjene vode tijekom toplog, suhog dana. Ova prilagodba poboljšava osmoregulaciju.
Mnoge vrste koje su inače dnevnog načina života pokazuju prilagodbe noćnom načinu života; primjerice, mnoge morske ptice i morske kornjače koje su prvenstveno dnevne životinje pohode kolonije i mjesta za razmnožavanje radi smanjivanja predatorstva (na same sebe, kao i na svoje potomstvo). Neke životinje nisu zapravo noćne, već su sumračne, aktivne većinom u sumrak.
Noćne životinje u pravilu imaju visoko razvijena osjetila sluha i njuha, te posebno prilagođen vid. U zoološkim vrtovima, noćne se životinje obično drže u posebnim ograđenim prostorima s noćnim osvjetljenjem radi okretanja njihova ciklusa sna i budnosti kako bi ih održali aktivnima tijekom sati u kojima ih posjetioci pokušavaju vidjeti.
Neke životinje, poput mačaka, imaju oči koje se mogu prilagoditi dnevnom i noćnom osvjetljenju. Drugi, poput galagija i šišmiša, mogu funkcionirati samo tijekom noći.
Osoba koja pokazuje noćne navike, odnosno "večernjeg" je kronotipa, često se naziva noćnom pticom.